# Hermannia argillicola
Hermannia argillicola är en malvaväxtart som beskrevs av Moritz Kurt Dinter och Holzh.. Hermannia argillicola ingår i släktet Hermannia och familjen malvaväxter. Inga underarter finns listade i Catalogue of Life.